# Micro Focus
Micro Focus International plc是一家總部位於英國纽伯里的跨國信息技術、軟件公司。

## 歷史
該公司創立於1976年，1981年因開發CIS COBOL而獲女王企業獎（Queen's Awards for Enterprise）。2005年在倫敦證券交易所上市。
2016年9月7日，英國Micro Focus以25億美元現金和合併後新公司Micro Focus的50.1%股權，合共斥資88億美元收購慧與科技旗下非核心軟體資產

## 外部連接
- 官方网站